# Ámos Imre – Anna Margit Emlékmúzeum
Az Ámos Imre – Anna Margit Emlékmúzeum egy 1984-ben alapított múzeumi kiállítóhely Szentendrén, a Bogdányi utca 10-12. szám alatt, az ún. Paulovics-házban.

## Épülete
Egy 18. században épült barokk, az átalakítások miatt ma már inkább eklektikus stílusú műemlék polgárházban kaptak helyet Ámos Imre és Anna Margit festőművész házaspár alkotásai. A múzeumi épületet 2007-ben, Ámos Imre születésének centenáriumán újították fel. A múzeum kertjében helyezték örök nyugalomra Ámos Imre özvegyének földi maradványait még 1991-ben a művésznő saját kívánságának megfelelően.

## Szervezete

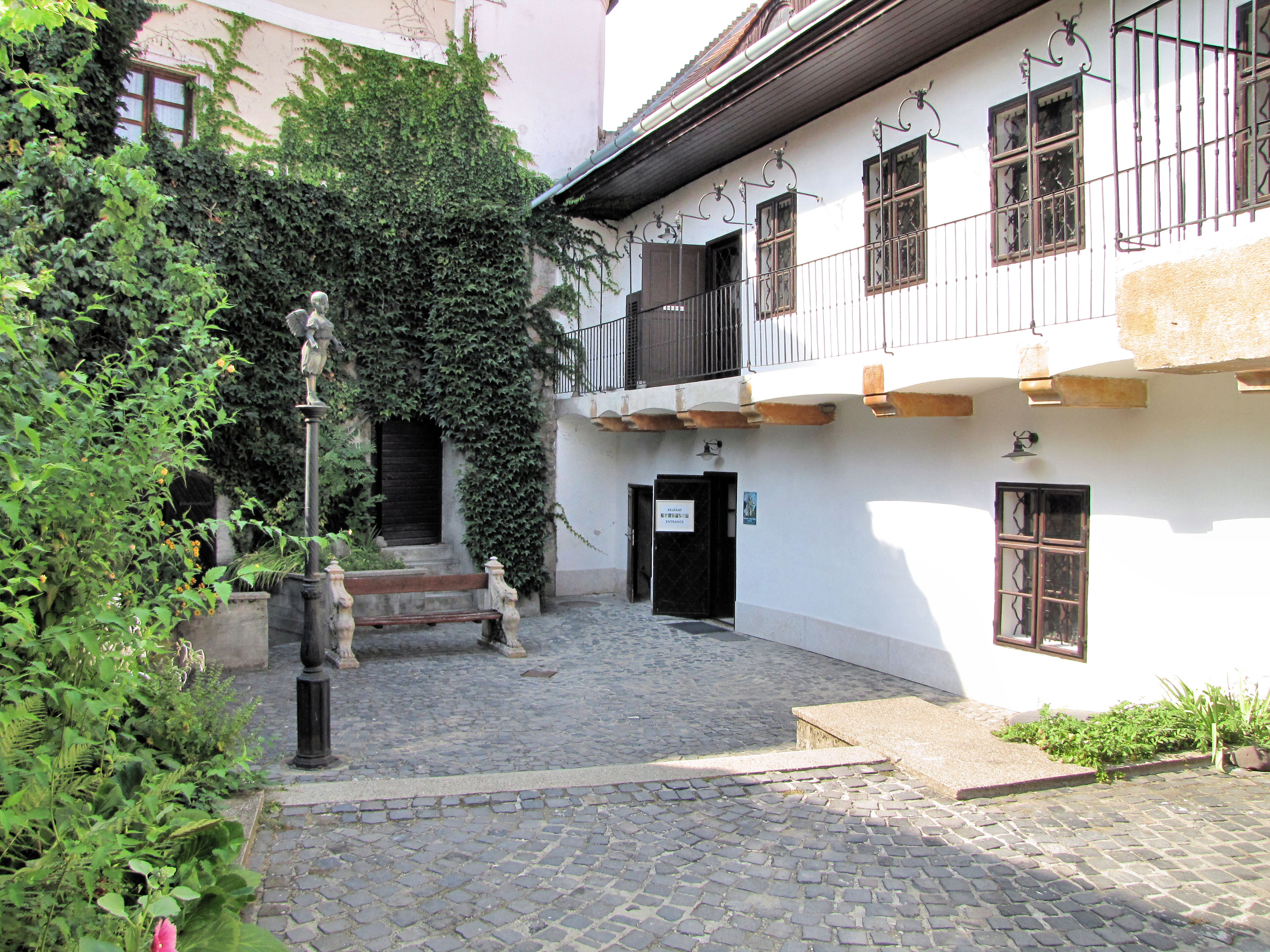
Az Ámos Imre – Anna Margit Emlékmúzeum udvara

A kiállítóhely a Ferenczy Múzeum filiáléja. Ámos Imre Múzeumként is emlegetik, 2007-ig  Ámos Imre – Anna Margit Gyűjteménynek nevezték.  Elsősorban Ámos Imre termékeny, a század első felének fő áramlatait egyesítő expresszionista, szimbolista és szürrealista festészete és a festőművész tragikus sorsának emlékére alapították halálának 40. évfordulója (1944–1984) alkalmából.

## Állandó kiállítás
Ámos Imre képei és Anna Margit 1930-as években készült temperamunkái láthatók az állandó kiállításon. Ámos Imre látomásos képeinek világa a Szabolcs-Szatmár megyei szülőföldhöz, később Szentendréhez kötődik, megrázó előérzete a művész korai, értelmetlen halálának.  A gyűjtemény anyagát Anna Margit adománya is gyarapította.